# Larochea miranda
Larochea miranda es una especie de molusco gasterópodo de la familia Velutinidae.

## Distribución geográfica
Se encuentra  en Nueva Zelanda.